# Bocana bistrigata
Bocana bistrigata là một loài bướm đêm trong họ Noctuidae.